# القائمة الأوروبية للمواد الكيميائية التجارية الموجودة
القائمة الأوروبية للمواد الكيميائية التجارية الموجودة (بالإنجليزية: European Inventory of Existing Commercial Chemical Substances)‏ ومختصرها (EINECS) هي دليل مواد كيميائية موجودة [الألمانية] في الاتحاد الأوروبي.
هذه القائمة تحتوي على المواد الكيميائية المسجلة على أنها متوفرة تجاريا، باستثناء البوليمرات، للفترة 1 يناير 1971 إلى 18 سبتمبر 1981. تعد هذه المواد مسجلة وفق الفقرة الثامنة-1 من توصيات الاتحاد الأوروبي للمواد الخطرة (67/548/EEC).
تعد هذه المواد مشمولة بقواعد تسجيل وتقييم وترخيص وتقييد المواد الكيميائية.

## رقم الأوروبية للمواد الكيميائية التجارية الموجودة
رقم الأوروبية للمواد الكيميائية التجارية الموجودة أو رقم EINECS هو أحد أرقام المفوضية الأوروبية ويكتب بصيغة (2xx-xxx-x أو 3xx-xxx-x) وتوجد في القائمة 100102 مادة.
تبدأ القائمة بالرمز أو الرقم 200-001-8 (فورمالديهايد) وتنتهي بالرقم 310-312-1.